# 알렉세이 콜초프

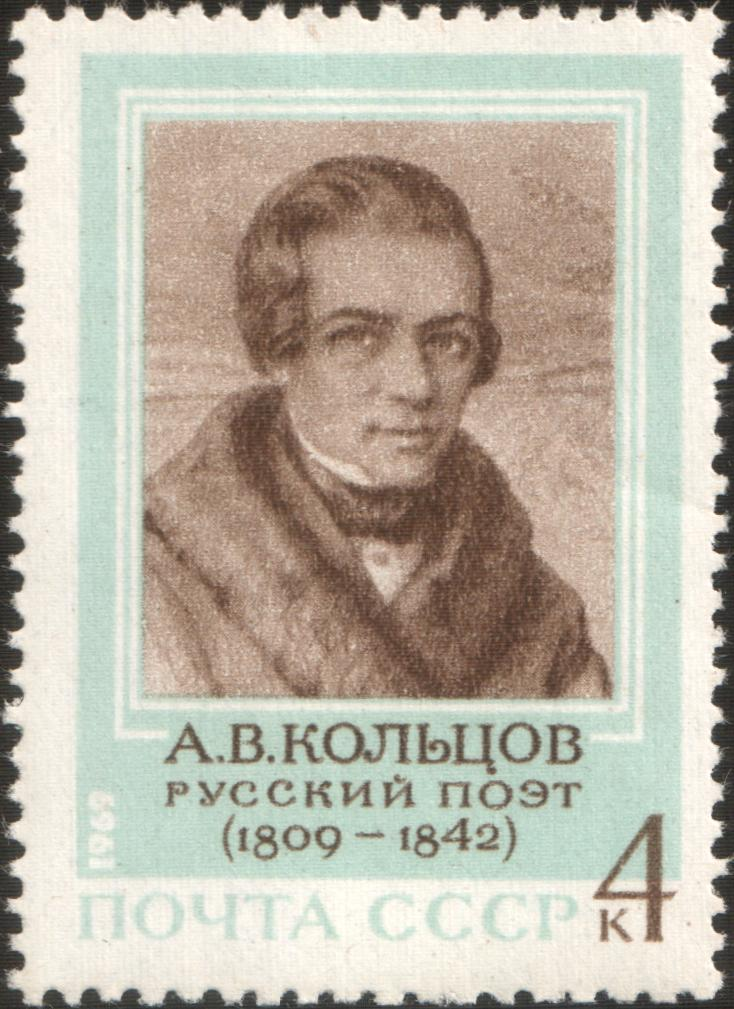
우표 (1969년)

알렉세이 콜초프(러시아어: Алексе́й Васи́льевич Кольцо́в, 1809년 10월 15일 ~ 1842년 10월 29일)는 러시아의 시인이다.
보로네지에서 출생. 가업인 가축상을 이으면서 독학으로 시작에 정진했다. 초기작품은 푸슈킨 등의 모방이 많고 내용도 신비적, 종교적이었으나 그 후 점차로 민요수법에 바탕을 두고, 농민생활이나 농촌의 자연을 노래한 서정시를 쓰게 되었다. 그는 민중의 감정을 적절히 노래하여 러시아 최초의 민중시인이라 불린다.